# Friedrich Wilhelm Dieterichs
Friedrich Wilhelm Dieterichs (aussi : Friedrich Wilhelm Diterichs et Dietrichs) (né le 10 avril 1702 à Uelzen et mort le 13 décembre 1782 à Orpensdorf près de Stendal) est architecte, ingénieur et fonctionnaire du bâtiment prussien au XVIIIe siècle. Il crée des ensembles architecturaux baroques avec des normes artistiques élevées à Berlin et dans les environs et est l'un des artistes les plus importants du Rococo frédéricien.

## Formation

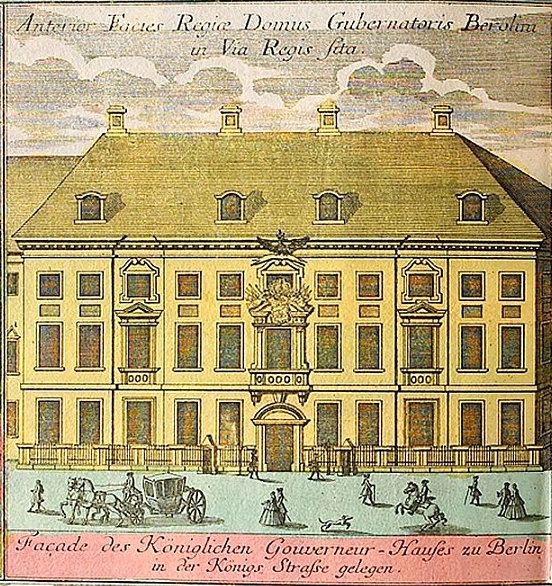
La maison du Gouverneur de Berlin, 1750

À l'âge de 15 ans, Friedrich Wilhelm Diterichs quitte sa ville natale d'Uelzen et commence un apprentissage à Berlin chez le maître d'œuvre de la cour et du palais Martin Heinrich Böhme (de) (1676–1725). Böhme travaille comme employé d'Andreas Schlüter sur le remodelage et l'agrandissement des châteaux de Berlin et de Potsdam. Après la mort du roi Frédéric Ier en 1713, les tâches de construction se sont déplacées, délaissant les grands bâtiments luxueux au profit de la construction de maisons et de routes, de la rénovation et de la réparation des églises, des ponts, des écluses et des manufactures de Prusse. Ce n'est donc pas un mauvais moment pour Diterichs d'entrer dans le bureau de Böhme en 1717.
Au début de sa carrière, Diterichs occupe le poste de greffier et est responsable de l'organisation de la construction. De 1719 à 1724, pendant la construction de l'église de Schwedt, il est promu "conducteur", un titre inférieur à celui d'ingénieur. En tant qu'architecte, Diterichs est également encouragé par son maître, et le premier bâtiment qu'il conçoit et construit avec Böhme en 1721 est la maison du Gouverneur (de) à Berlin, Königstrasse (aujourd'hui Rathausstraße (de)) au coin de Jüdenstrasse. De 1721 à 1723, il réalise déjà des plans concrets pour la transformation de l'église Sainte-Gertrude (de) sur Spittelmarkt (de).

## Fonction publique et carrière d'architecte
En 1723, Friedrich Wilhelm Diterichs entre dans la fonction publique. En tant que nouvel inspecteur des bâtiments, il devait soutenir les idées du roi Frédéric-Guillaume Ier visant à améliorer la construction civile dans le Marche-Électorale. Entre autres choses, Diterichs est responsable des territoires des bureaux et des villes de l'Altmark et de Priegnitz et de l'Uckermark.
Outre la construction de bâtiments et ses domaines particuliers que sont le génie civil et l'architecture, les domaines spéciaux de la construction de cours d'eau, de ponts, d'écluses, de chemins et de digues ainsi que la construction industrielle font partie du domaine d'activité des serviteurs royaux. Parmi les constructions industrielles rurales, on compte les distilleries de chaux et de briques, les moulins de coupe et de broyage ainsi que les bâtiments agricoles avec leurs brasseries, qui dépendent également des domaines. Dans les années qui suivent, Diterichs prouve qu'il maîtrise parfaitement son métier en construisant les écluses du Rhin près de Ruppin (1728), de Fürstenwalde (1727), de Neuen Graben (1726), du moulin de Fürstenwalde (1729) et les nouvelles écluses des Ponts de Raßmannsdorf près de Beeskow (1729) et Bindow sous le bureau de Storkow (1734).
Sa première église est l'église du château de Buch (de), construite sur le site d'un ancien bâtiment entre 1731 et 1736, sur la propriété du ministre Adam Otto von Viereck. Il a déjà transformé le manoir en château de Buch pour lui vers 1724 (supprimé en 1964 après des dommages de guerre) et en 1734, il construit également sa maison de ville sur la Spandauer Straße (détruite pendant la guerre).

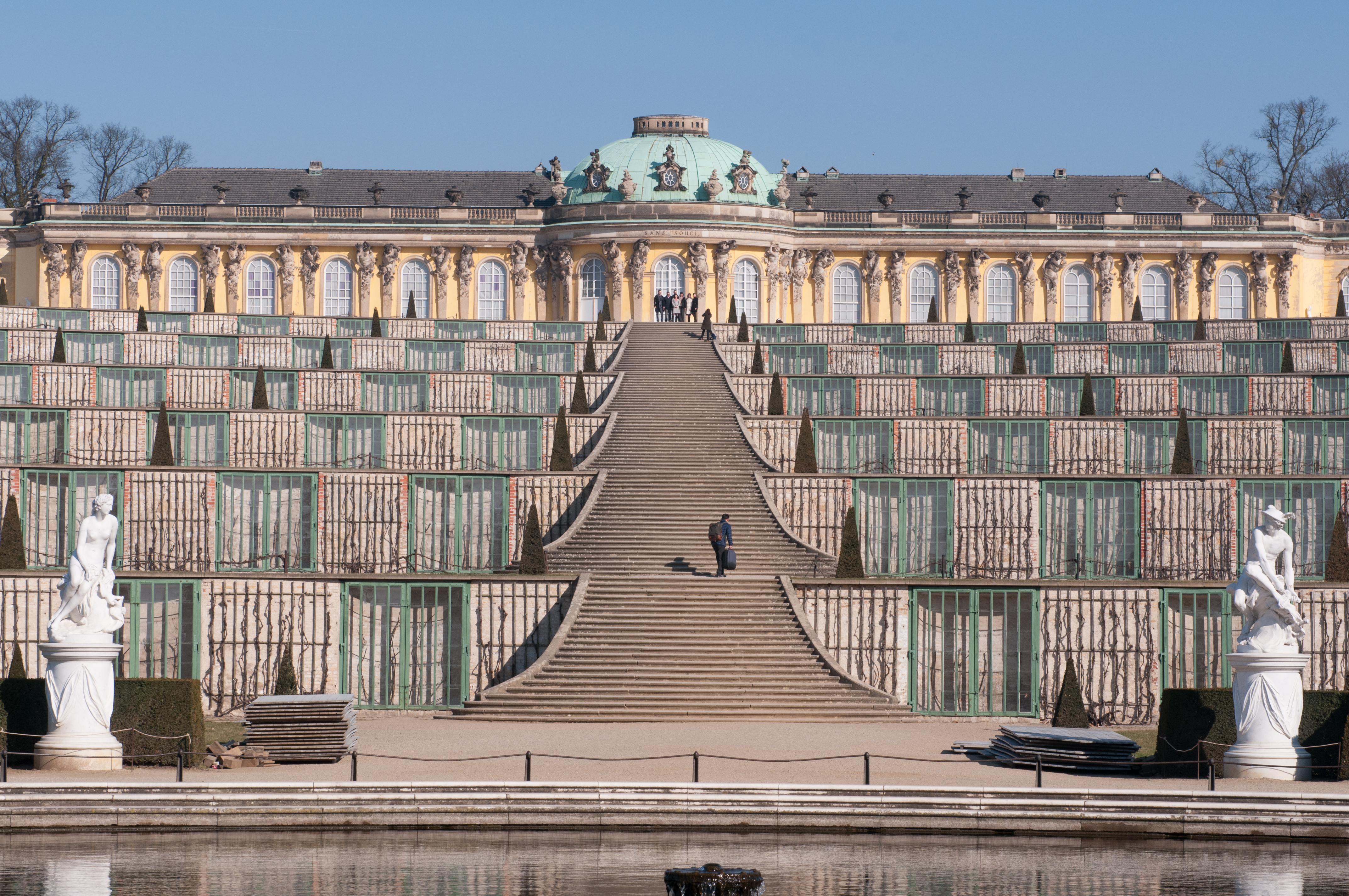
Le vignoble en terrasses von Diterichs à Sanssouci

En 1737, Diterichs est nommé directeur de la construction et en 1742 directeur en chef de la construction. En tant qu'employé de l'architecte et peintre Georg Wenzeslaus von Knobelsdorff (1699-1753), il participe de manière significative à la création des terrasses, de la crypte et des plans de construction du palais de Sanssouci à Potsdam dans les années 1740 en tant qu'architecte chargé de la construction. ; il copie en détail les fissures de Knobelsdorff, sélectionne les matériaux, conclut des contrats avec des sculpteurs et des tailleurs de pierre et charge Johann Gottfried Büring et Carl Ludwig Hildebrandt (de), avec qui il a déjà aménagé le vignoble en terrasse, de « conducteurs » pour mener à bien la construction du palais. La première pierre est posée le 14 avril 1745. Le 2 mai, Diterichs est cependant remplacé par Jan Jan Bouman comme chef de chantier par ordre du cabinet et retourne, tout comme Büring, à Berlin.
À Berlin, Diterichs est responsable de divers bâtiments importants, dont l'église de Bethléem sur l'actuelle Bethlehemkirchplatz (de), qui est achevée en 1737.

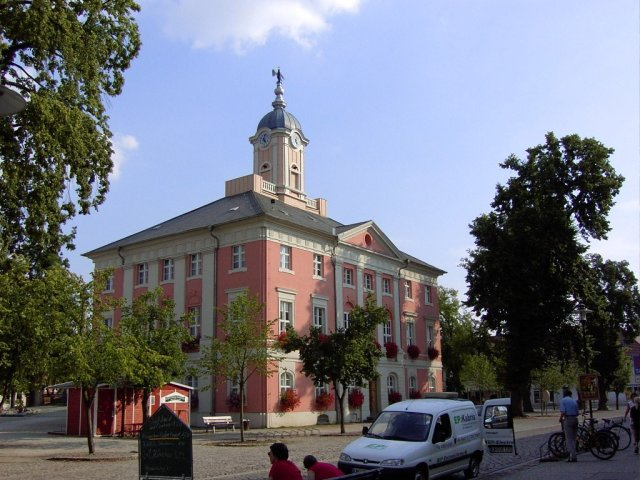
Hôtel de ville de Templin

De 1733 à 1737, deux maisons de l'Oberwallstraße sont transformées en un palais baroque pour Samuel von Cocceji, plus tard connu sous le nom de Palais des princesses. En 1737, il achève la construction du Palais Happe (de) sur la Leipziger Strasse (plus tard le ministère de la Guerre) commencée par Stoltze (de).
En 1744, Diterichs épouse la veuve de Gustav Falcke (1693-1743), conseiller de guerre et de domaine, et devient ainsi le propriétaire et le juge de différents domaines de chevaliers. Le soutien financier qui en résulte lui permet de démissionner huit ans plus tard de son épuisant ministère.
C'est dans les dernières années avant la fin de son activité en tant que directeur en chef des constructions auprès de la Chambre de l'électorat que se situe la transformation de la maison Unter den Linden 7 à Berlin, le futur palais de la princesse Amalie (de), réalisée en 1748 par le conseiller financier secret von Zinnow selon les indications de Diterich. La nouvelle construction de l'hôtel de ville de Templin dans l'Uckermark, incendié en 1735, conçue par Diterichs, a été commencée avec du retard en 1746.
C'est sous le nom de "Palais hollandais (de)" qu'est connu le bâtiment Unter den Linden 36 (aujourd'hui n° 11) à Berlin, construit en 1752 par Andreas Krüger (de) selon les plans de Diterich en 1752 avec la maison voisine, le Palais Hesse. Au lieu des ruines du palais hollandais démoli en 1963, une réplique légèrement modifiée de la maison du Gouverneur de Diterich, également détruite en 1967, est construite à Rathausstraße 19 en 1967, en utilisant les éléments décoratifs en plastique baroque récupérés de la projection centrale.

## Propriétaire et architecte indépendant

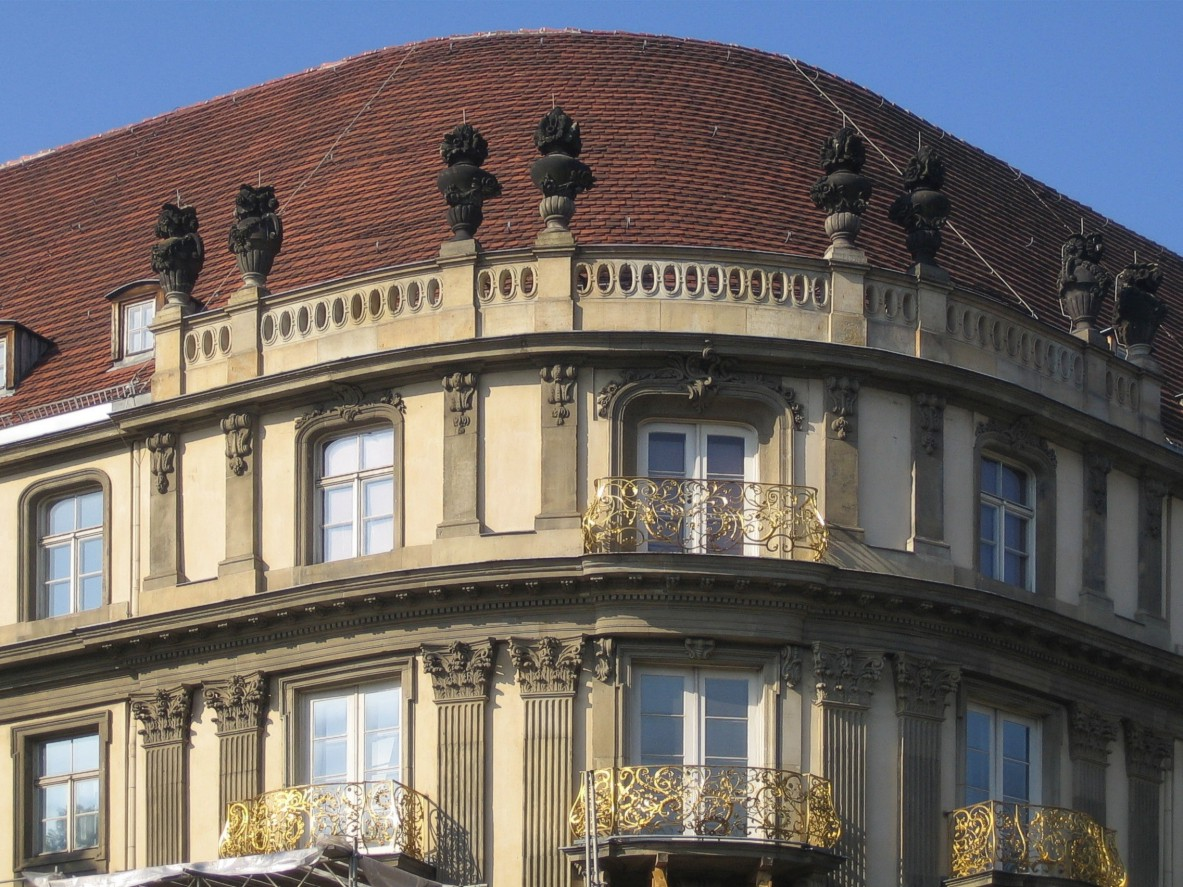
aujourd'hui, détail

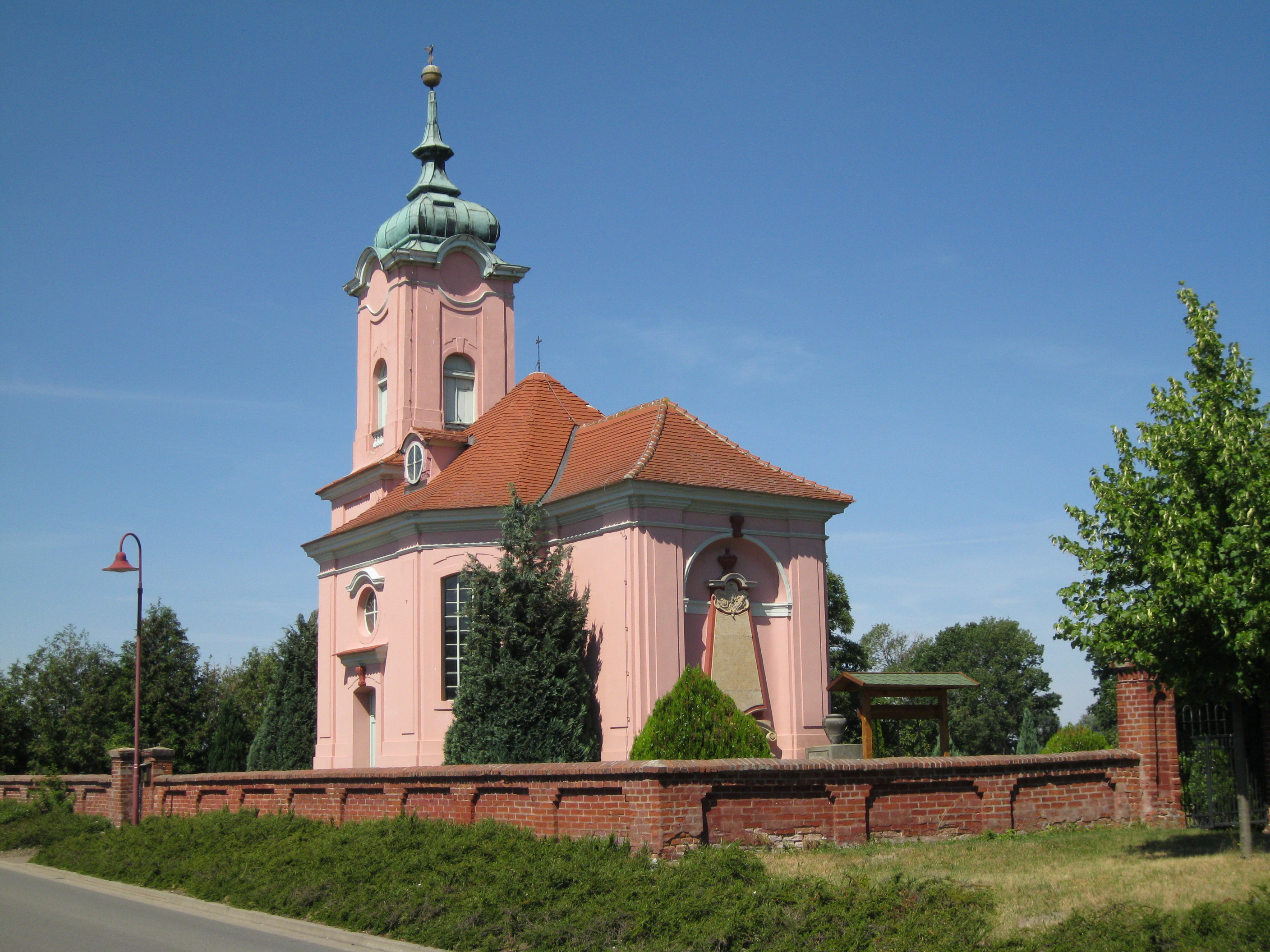

En 1752, Diterichs se retire dans le domaine d'Orpensdorf près de Stendal et ne réapparaît que vers la fin de la guerre de Sept Ans, désormais en tant qu'architecte libre et indépendant. Il conçoit également l'église construite à Orpensdorf en 1747.
Entre 1760 et 1762, Diterichs s'occupe probablement de la transformation de la maison Ermeler (de) située au 11 de la Breite Straße (de). C'est à la demande du fournisseur d'articles en cuir et de montures Peter Friedrich Damm qu'est construite l'une des imposantes maisons bourgeoises de l'époque. Les locaux aménagés dans un style féodal en faisaient un bâtiment de représentation attractif.
En 1762, il est chargé par Veitel Heine Ephraim, joaillier de la cour et locataire de la monnaie de Frédéric le Grand, de convertir la maison à trois étages sur la propriété d'angle de Poststraße et Mühlendamm (de). Le palais Ephraim (de) est construit entre 1762 et 1769. Les deux ailes du bâtiment de quatre étages se rejoignent à angle obtus et forment « le plus beau coin de Berlin ».
Selon Hans Kania, le manoir de Groß Kreutz (Havel), construit en 1765, remonte également à une conception de Diterich.